# 臺中市立清水高級中等學校
臺中市立清水高級中等學校（英語：Taichung Municipal Cingshuei Senior High School，縮寫：CSHS）簡稱清水高中、清中、清高，為位於臺灣臺中市清水區的一所市立普通型高級中等學校。

## 沿革

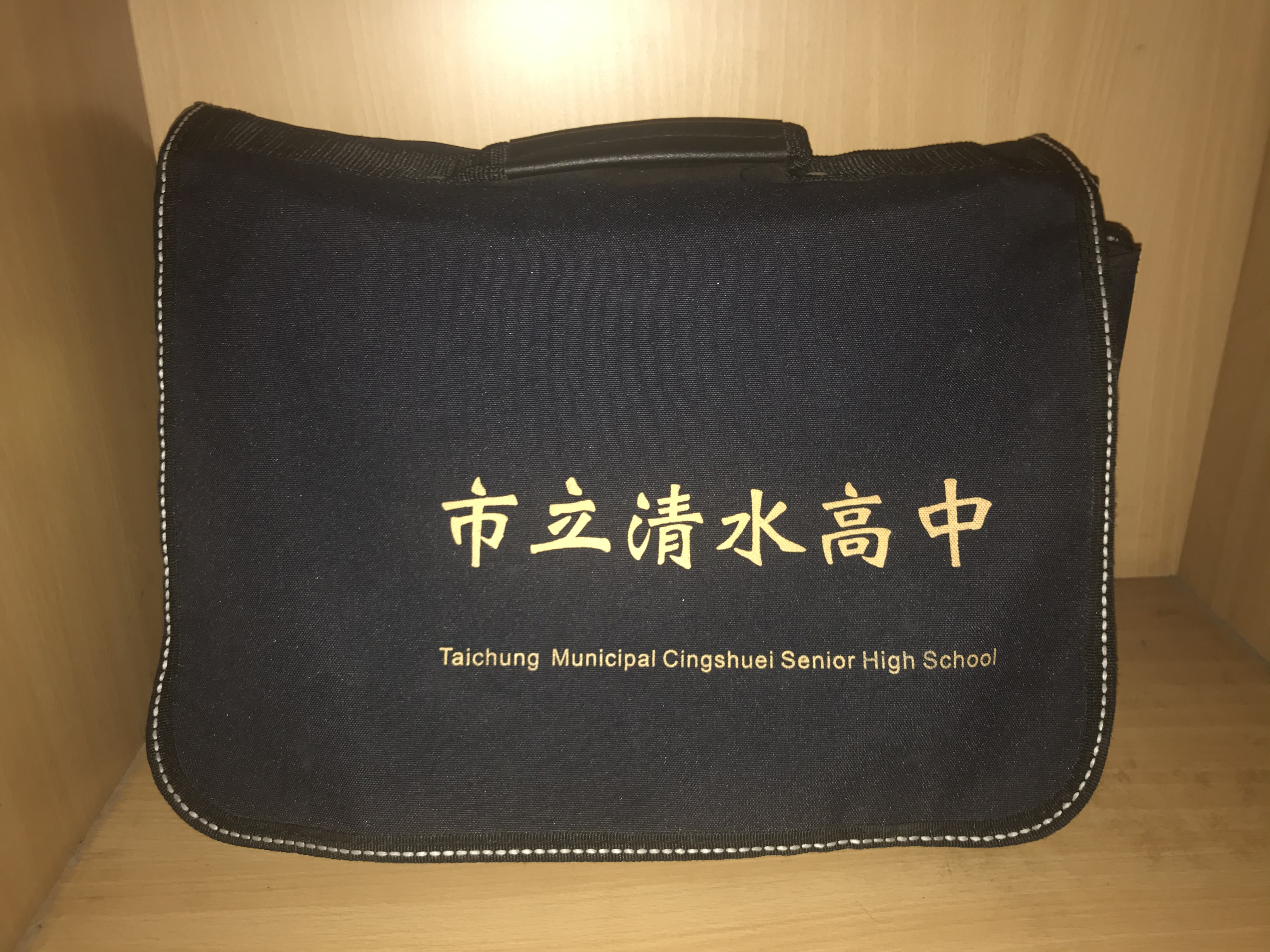
清水高中書包

該校校址原為臺灣日治時期的清水尋常高等小學校。
1922年（日大正十一年）8月，清水尋常小學校（設立於1921年4月）新建校舍落成，即位於清水街今清水高中校址。1925年該校設置高等科，改名清水尋常高等小學校。:5691945年第二次世界大戰結束後，該校廢校。
1946年（民國35年）3月，在同一校址創立「臺中縣立清水初級中學」:569，招收先修班男生2班，女生1班。同年4月20日舉行開學典禮，該日後來定為校慶日。同年7月先修班肄業屆滿，經考試後於9月成立初中一年級。1948年8月，招考第3屆新生男生2班，女生1班。
1950年2月，省府批准試辦高中，遂增招春季始業高中部一年級新生1班。8月經省府批准改為完全中學，改制為「臺中縣立清水中學」。增招新生2班，此時全校學生已有15班。:569
1952年8月，改隸屬臺灣省政府教育廳，改名「臺灣省立清水中學」。:569
1962年4月，新建大禮堂、科學館落成。禮堂共分三樓，樓下為總辦公室，二樓三樓為禮堂，可容學生1,500人，禮堂正面的孔子與弟子「農山言志聖跡」浮雕。科學館為一圓形的建築物，具羅馬古代建築之風格。:569
1967年9月，高初中計達57班，學生人數有2,740名，為該校學生班級數最多的年度。:569
1968年實施九年國民教育，初中部停招，並改制為「臺灣省立清水高級中學」，獲教育廳評選為全省生活教育特優學校。1969年11月，加建三層之普通教室四維樓竣工啟用，與校門口的禮堂為該校目前歷史最久的大樓。:570
1970年7月，初中全部結束，專辦高中。61學年度後均維持在學生34班。:570
1979年4月，新建圖書館落成啟用。圖書館座落於內校園西側，計分二層，一樓為圖書室，二樓為閱覽室、會議室。1981年12月，興建新科學館大樓，年底竣工。新科學館設有物理、化學、生物實驗室各二間，地球科學實驗室、數學研究室、電化視聽教室各一間。原圓形科學館闢為歷史、地理及三民主義資料室。:570
2000年因精省而改隸屬教育部，改名為「國立清水高級中學」。:570
2013年4月，樂學樓啟用。設有演奏廳、學生餐廳、健康與護理教室，地球科學教室、韻律教室、英檢教室、劇場教室、家政教室、烹飪教室及生活科技教室等。另設有音樂班普通教室三間及特教組辦公室。同年5月，連接校本區及樂學樓之兩層式空中廊道完工啟用。
2017年1月，改隸臺中市政府，更名為「臺中市立清水高級中等學校」。
2019年4月，四維樓重建完工啟用。
2022年，新增雙語實驗班。

## 歷任校長
| 任別 | 姓名   | 任期                  |
| ---- | ------ | --------------------- |
| 1    | 林仲輝 | 1946年4月－1948年9月  |
| 2    | 楊如盛 | 1948年9月－1949年7月  |
| 3    | 張世森 | 1949年8月－1956年7月  |
| 4    | 蒼寶忠 | 1956年8月－1956年9月  |
| 5    | 陳東白 | 1956年9月－1959年12月 |
| 6    | 曹緯初 | 1960年2月－1980年2月  |
| 7    | 鍾業強 | 1980年2月－1988年2月  |
| 8    | 賴大農 | 1988年2月－1992年7月  |
| 9    | 黃湘房 | 1992年8月－1998年1月  |
| 10   | 王誠隆 | 1998年2月－2004年7月  |
| 代理 | 周慶芳 | 2004年7月－2005年1月  |
| 11   | 陳木柱 | 2005年2月－2012年7月  |
| 12   | 賴昭呈 | 2012年8月－2018年7月  |
| 13   | 黃偉立 | 2018年7月－2022年7月  |
| 14   | 蕭建華 | 2022年8月－現任       |
|      |        |                       |

## 大學策略聯盟
- 清水高中與國立中興大學、國立臺中教育大學、逢甲大學、元智大學、亞洲大學、嶺東科技大學互有教學策略聯盟[10]。

## 社團

### 學術性社團
- 英語話劇社（EDC）
- 日文暨日本文化研究社
- 韓文暨韓國文化研究社（KCC）
- 生物研究社（BRC）
- 科學創意社（CRC）
- 綠活化研社（GLC）

### 藝術性社團
- 東籬國樂社（CMC）
- 儀隊
- 樂嵐吉他社
- 搞band熱門音樂社（PMC）
- 美術社（BEA）
- 漫畫研習社
- 生活美學社

### 康樂性社團
- 廣播媒體社（RMC）
- 影劇欣賞社（MWC）
- 大老鷹熱舞社（LEC)
- 小蝌蚪康輔社（KFC）
- 桌遊社（原棋藝社＋橋藝社）

### 服務性社團
- 學生自治會（SAC)
- 狼族童軍社（wolf scout）
- 服務隊
- 環保義工隊
- 市立清水高中台中大屯扶輪少年服務團

### 體育性社團
- 排球社
- 羽球社
- 籃球社
- 桌球社
- 保齡球社
- 不倒翁滑板社（2012年2月復社）
- 運球社
- 健身社
- 飛鏢社
- 排球隊

## 姊妹校
- 加拿大 布萊斯學院（布萊斯教育（英语：Blyth Education））[12]
- 美国科利維爾傳統高中（英语：Colleyville Heritage High School） [13]

## 外部連結
- 臺中市立清水高級中學官方網站 （页面存档备份，存于）
- 臺中市立清水高中粉絲專頁